# Win's Entertainment
Win's Movie and Television Production (永盛影視製作), à l'origine appelé Win's Movie Production & I/E et Win's Entertainment, est une ancienne société de production cinématographique hongkongaise fondée par le producteur Charles Heung et son frère Jimmy Heung. Après sa formation en 1977, Win's Entertainment devint l'un des plus importants studios de Hong Kong et aida grandement à construire la carrière d'acteurs tels que Jet Li, Chow Yun-fat, Andy Lau, Stephen Chow et Lau Ching-wan. Elle ferme ses portes en 2009.

## Histoire
Win's Movie Production est fondée en 1990 par Charles Heung et son frère cadet Jimmy Heung. Tandis que l'influence des triades dans l'industrie cinématographique hongkongaise devenait notoire au cours des années 1980, Charles décide de créer sa propre société de production qui offrira un refuge sûr. Il est cité pour avoir dit que « chaque film est une bataille » lorsqu'on lui a demandé pourquoi il avait appelé la société Win's. Après sa création, elle devient l'un des studios de cinéma les plus prospères de Hong Kong, aux côtés de la Golden Harvest. Pratiquement tous les acteurs et actrices, à l'exception notable de Jackie Chan, ont joué dans un film des Heung.

## Histoire de l'entreprise
La filmographie de Win's Entertainment s'étend sur 10 ans et certains des films produits incluent la franchise Les Dieux du jeu, Tricky Brains, et les trilogies Lee Rock et Fight Back to School. Une majorité de ses films mettent en vedette certains des acteurs les plus connus de Hong Kong, tels que Jet Li, Chow Yun-fat, Andy Lau, Stephen Chow ou Ng Man Tat.
En 1992, les frères Heung mettent fin à leur partenariat et Charles renomme la Win's Movie Production en Win's Entertainment puis de nouveau en Win's Movie and Television Production.
Le 30 décembre 2010, Ocean Shores Video (en) rachète les droits indonésiens des films.

## Filiales
Les filiales de Win's Entertainment incluent des sociétés de production telle que Ocean Shores Video (en) qui est alors une puissante société de cinéma fondée en 1970.

## Ancien logo